# بولاوایو
بولاوایو (به لاتین: Bulawayo) دومین شهر بزرگ زیمبابوه است.

## خصوصیات
بولاوایو ۱٬۷۰۶٫۸ کیلومترمربع مساحت و ۶۵۳٬۳۳۷ نفر جمعیت دارد و ۱٬۳۵۸ متر بالاتر از سطح دریا واقع شده‌است.

## خواهرخوانده
شهر دوربان خواهرخواندهٔ بولاوایو هست.